# 15460 Manca
15460 Manca (1998 YD10) là một tiểu hành tinh vành đai chính được phát hiện ngày 25 tháng 12 năm 1998 bởi A. Boattini và L. Tesi ở San Marcello Pistoiese.